# Bundesministerium für Arbeit, Soziales, Gesundheit, Pflege und Konsumentenschutz

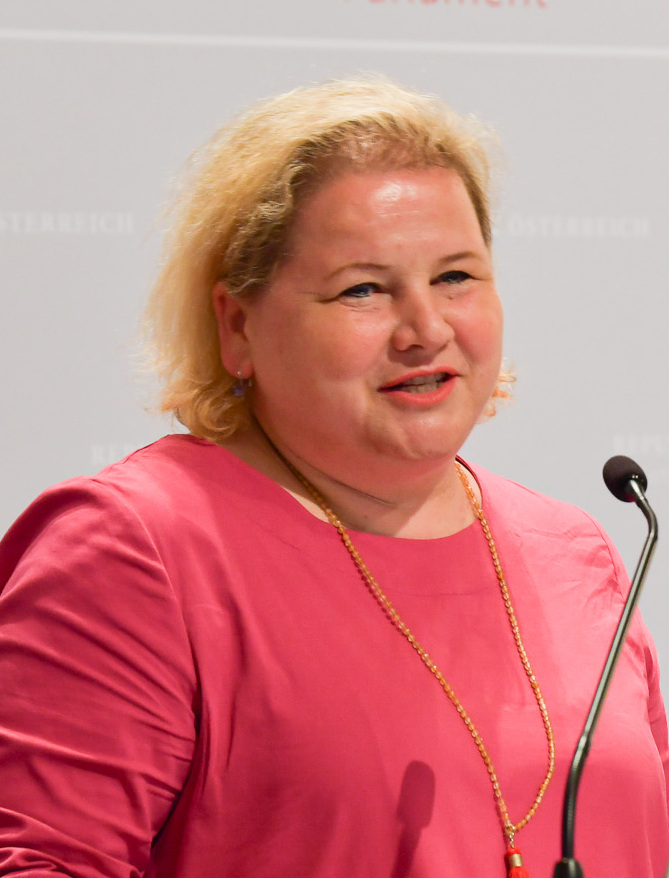
Korinna Schumann, Bundesministerin für Arbeit, Soziales, Gesundheit, Pflege und Konsumentenschutz

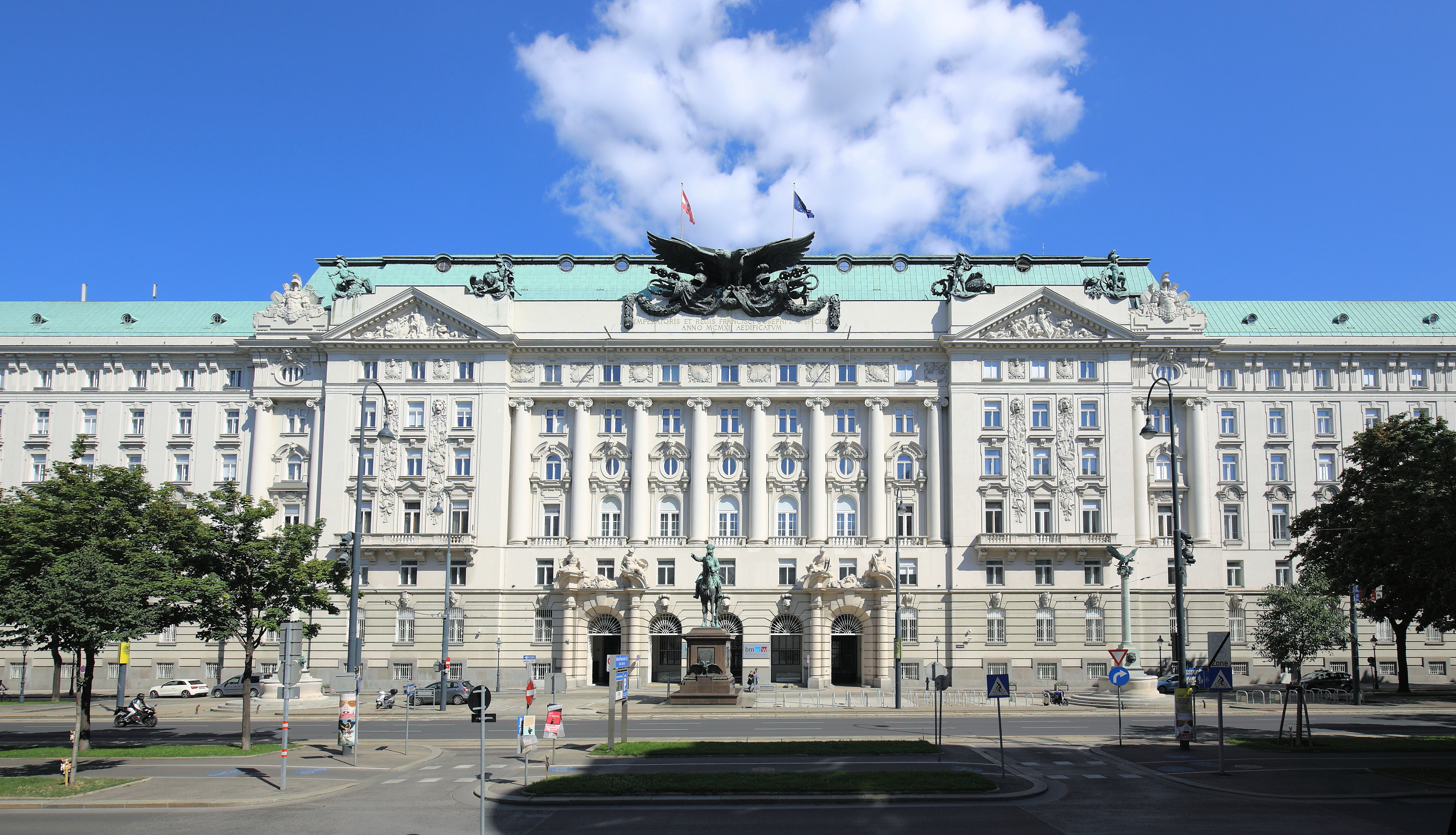
Sitz des Sozialministeriums

Das Bundesministerium für Arbeit, Soziales, Gesundheit, Pflege und Konsumentenschutz (kurz BMASGPK oder Sozialministerium bzw. Arbeitsministerium oder Gesundheitsministerium) ist das für Arbeitsmarkt, Sozialpolitik, Sozialversicherung, Pflege, Seniorenpolitik,  Gesundheit sowie Konsumentenpolitik zuständige Bundesministerium der Republik Österreich und führt diese Bezeichnung (erweitert um „Arbeit“) seit April 2025. Mit April 2025 fielen die Bereiche Arbeitsmarkt(service), Arbeitsrecht, Arbeitsschutz wieder in den Bereich des Ministeriums. Es hat seinen Sitz im Regierungsgebäude an der Wiener Ringstraße.

## Geschichte
Das Ressort mit der Bezeichnung Arbeit, also die Belange der Arbeitnehmerschaft, war 1987 in der Bundesregierung Vranitzky II als solches geschaffen worden. Im Jahr 2000, mit Antritt Regierung Schüssel, wurden sie mit dem Wirtschaftsministerium zusammengelegt. Die Bundesregierung Faymann I nahm dann die Arbeitsagenden wieder aus dem Wirtschaftsressort heraus und legte sie mit dem Sozialministerium zusammen – angesichts der Wirtschaftskrise vorrangig genannt. 2020 wurde Arbeit wieder ausgegliedert (Bundesministerium für Arbeit, Jugend, Familie, dann ab 2021 für Arbeit, ab 2022 für Arbeit und Wirtschaft). 2025 gelangte Arbeit zurück zum Sozialministerium.

Die Agenden Konsumentenschutz waren 1983 in der Amtszeit Sinowatz ausgezeichnet worden und sind vom Familienministerium (zunächst Bundesministerium für Familie, Jugend und Konsumentenschutz, ab 1987 für Umwelt, Jugend und Familie) über das Gesundheitsministerium (1991 Kabinett Vranitzky III Bundesministerium für Gesundheit, Sport und Konsumentenschutz, ab 1996 ohne Sport), Bundeskanzleramt (ab 1997, eigene Bundesministerin im Kanzleramt für Frauen und Verbraucherschutz) und das Justizministerium (2000) 2003 zum allgemeinen Pool Soziale Sicherheit und 2009 zum neuen Arbeits- und Sozialministerium gekommen.
|                                                                                  | Arbeitsministerium | Sozialministerium | Gesundheitsministerium | Gesundheitsministerium |
| -------------------------------------------------------------------------------- | --- | --- | --- | --- |
| 1918                                                                             | – | Ministerium für soziale Fürsorge Staatsamt für soziale Fürsorge | – | – |
| 1919                                                                             | – | Staatsamt für soziale Verwaltung | – | – |
| 1920–38                                                                          | – | Bundesministerium für soziale Verwaltung | – | – |
| 1945                                                                             | – | Staatsamt für soziale Verwaltung Bundesministerium für soziale Verwaltung | – | – |
| 1945                                                                             | – | Staatsamt für soziale Verwaltung Bundesministerium für soziale Verwaltung | 1972 1983 | Bundesministerium für Gesundheit und Umweltschutz Bundesministerium für Familie, Jugend und Konsumentenschutz                                                                                        |
| 1987                                                                             | Bundesministerium für Arbeit und Soziales | Bundesministerium für Arbeit und Soziales | Angelegenheiten der Gesundheit von einem Bundesminister im Bundeskanzleramt wahrgenommen | Angelegenheiten der Gesundheit von einem Bundesminister im Bundeskanzleramt wahrgenommen |
| 1991                                                                             | Bundesministerium für Arbeit und Soziales | Bundesministerium für Arbeit und Soziales | Bundesministerium für Gesundheit, Sport und Konsumentenschutz | Bundesministerium für Gesundheit, Sport und Konsumentenschutz |
| 1996                                                                             | Bundesministerium für Arbeit und Soziales | Bundesministerium für Arbeit und Soziales | Bundesministerium für Gesundheit und Konsumentenschutz | Bundesministerium für Gesundheit und Konsumentenschutz |
| 1997                                                                             | Das bisherige Gesundheitsministerium wird aufgelöst, die Agenden übernimmt größtenteils das Sozialministerium. Konsumentenschutz im Kanzleramt als Bundesministerin für Frauen und Verbraucherschutz | Das bisherige Gesundheitsministerium wird aufgelöst, die Agenden übernimmt größtenteils das Sozialministerium. Konsumentenschutz im Kanzleramt als Bundesministerin für Frauen und Verbraucherschutz | Das bisherige Gesundheitsministerium wird aufgelöst, die Agenden übernimmt größtenteils das Sozialministerium. Konsumentenschutz im Kanzleramt als Bundesministerin für Frauen und Verbraucherschutz | Das bisherige Gesundheitsministerium wird aufgelöst, die Agenden übernimmt größtenteils das Sozialministerium. Konsumentenschutz im Kanzleramt als Bundesministerin für Frauen und Verbraucherschutz |
| 1997                                                                             | Bundesministerium für Arbeit, Gesundheit und Soziales | | | |
| 2000                                                                             | Das bisherige Ministerium erhält die Agenden Familie von Bundesministerium für Umwelt, Jugend und Familie, und gibt das Ressort Arbeit an das Wirtschaftsministerium                                 | Das bisherige Ministerium erhält die Agenden Familie von Bundesministerium für Umwelt, Jugend und Familie, und gibt das Ressort Arbeit an das Wirtschaftsministerium                                 | Das bisherige Ministerium erhält die Agenden Familie von Bundesministerium für Umwelt, Jugend und Familie, und gibt das Ressort Arbeit an das Wirtschaftsministerium                                 | Das bisherige Ministerium erhält die Agenden Familie von Bundesministerium für Umwelt, Jugend und Familie, und gibt das Ressort Arbeit an das Wirtschaftsministerium                                 |
| 2000                                                                             | Bundesministerium für Wirtschaft und Arbeit | Bundesministerium für soziale Sicherheit und Generationen | Bundesministerium für soziale Sicherheit und Generationen | Bundesministerium für soziale Sicherheit und Generationen |
| 2003                                                                             | Bundesministerium für Wirtschaft und Arbeit | Das Ministerium gibt die Gesundheits- und Frauenangelegenheiten an das neu geschaffene Bundesministerium für Gesundheit und Frauen ab, erhält die Agenden Konsumentenschutz                          | Das Ministerium gibt die Gesundheits- und Frauenangelegenheiten an das neu geschaffene Bundesministerium für Gesundheit und Frauen ab, erhält die Agenden Konsumentenschutz                          | Das Ministerium gibt die Gesundheits- und Frauenangelegenheiten an das neu geschaffene Bundesministerium für Gesundheit und Frauen ab, erhält die Agenden Konsumentenschutz                          |
| 2003                                                                             | Bundesministerium für Wirtschaft und Arbeit | Bundesministerium für soziale Sicherheit, Generationen und Konsumentenschutz | Bundesministerium für Gesundheit und Frauen | Bundesministerium für Gesundheit und Frauen |
| 2007                                                                             | Bundesministerium für Wirtschaft und Arbeit | Das Sozialministerium gibt die Familien- und Jugendangelegenheiten an das Gesundheitsministerium ab (gibt seinerseits die Frauenangelegenheiten ab)                                                  | Das Sozialministerium gibt die Familien- und Jugendangelegenheiten an das Gesundheitsministerium ab (gibt seinerseits die Frauenangelegenheiten ab)                                                  | Das Sozialministerium gibt die Familien- und Jugendangelegenheiten an das Gesundheitsministerium ab (gibt seinerseits die Frauenangelegenheiten ab)                                                  |
| 2007                                                                             | Bundesministerium für Wirtschaft und Arbeit | Bundesministerium für Soziales und Konsumentenschutz | Bundesministerium für Gesundheit, Familie und Jugend | Bundesministerium für Gesundheit, Familie und Jugend |
| 2009                                                                             | Das Sozialministerium tauscht Arbeit gegen Familien- und Jugendangelegenheiten mit dem Wirtschaftsministerium, das nun Bundesministerium für Wirtschaft, Familie und Jugend heißt                    | Das Sozialministerium tauscht Arbeit gegen Familien- und Jugendangelegenheiten mit dem Wirtschaftsministerium, das nun Bundesministerium für Wirtschaft, Familie und Jugend heißt                    | Das Sozialministerium tauscht Arbeit gegen Familien- und Jugendangelegenheiten mit dem Wirtschaftsministerium, das nun Bundesministerium für Wirtschaft, Familie und Jugend heißt                    | Das Sozialministerium tauscht Arbeit gegen Familien- und Jugendangelegenheiten mit dem Wirtschaftsministerium, das nun Bundesministerium für Wirtschaft, Familie und Jugend heißt                    |
| 2009                                                                             | Bundesministerium für Arbeit, Soziales und Konsumentenschutz | Bundesministerium für Arbeit, Soziales und Konsumentenschutz | Bundesministerium für Gesundheit | Bundesministerium für Gesundheit |
| 2014                                                                             | | | | |
| Bundesministerium für Arbeit, Soziales und Konsumentenschutz                     | Bundesministerium für Arbeit, Soziales und Konsumentenschutz | Bundesministerium für Gesundheit | Bundesministerium für Gesundheit | |
| 2016                                                                             | Bundesministerium für Arbeit, Soziales und Konsumentenschutz | Bundesministerium für Arbeit, Soziales und Konsumentenschutz | Bundesministerium für Gesundheit und Frauen | Bundesministerium für Gesundheit und Frauen |
| 2018                                                                             | | | | |
| Bundesministerium für Arbeit, Soziales, Gesundheit und Konsumentenschutz         | | | | |
| 2020                                                                             | | | | |
| Bundesministerium für Arbeit, Familie und Jugend                                 | Bundesministerium für Soziales, Gesundheit, Pflege und Konsumentenschutz | Bundesministerium für Soziales, Gesundheit, Pflege und Konsumentenschutz | Bundesministerium für Soziales, Gesundheit, Pflege und Konsumentenschutz | |
| 2025                                                                             | | | | |
| Bundesministerium für Arbeit, Soziales, Gesundheit, Pflege und Konsumentenschutz | | | | |

## Aufgaben
Das Bundesministerium für Arbeit, Soziales, Gesundheit, Pflege und Konsumentenschutz ist zuständig für:
- Angelegenheiten des Arbeitsrechts, soweit sie nicht in den Wirkungsbereich des Bundesministeriums für Justiz fallen.
  - Arbeitsvertragsrecht.
    - Arbeitsvertragsrechtliche Sonderregelungen für einzelne Arbeitnehmergruppen, wie Angelegenheiten des Urlaubes und der Schlechtwetterentschädigung für Bauarbeiter;
    - Angelegenheiten der Heimarbeit und der Rechtsverhältnisse arbeitnehmerähnlicher Personen;
    - hingegen nicht arbeitsvertragsrechtliche Regelungen, bei denen andere Gegenstände des bürgerlichen Rechts im Vordergrund stehen.

  - Arbeitnehmerschutzrecht.
    - Arbeitsmedizinische Angelegenheiten des Arbeitnehmerschutzes;
    - Angelegenheiten des Lehrlingsschutzes und des Heimarbeitsschutzes;
    - Arbeitsinspektorate.

  - Arbeits- und Betriebsverfassungsrecht.
    - Gesetzliche Interessenvertretungen der Arbeitnehmer;
    - Angelegenheiten des Schlichtungswesens;
    - Angelegenheiten der Betriebsvertretung.

  - Kollektive Rechtsgestaltung auf dem Gebiet des Arbeitsrechts.
    - Recht der Gesamtarbeitsverträge und der Festsetzung von Lohntarifen.
- Angelegenheiten des Arbeitsmarktes.
- Angelegenheiten der Arbeitslosenversicherung.
- Allgemeine Sozialpolitik.
- Angelegenheiten der Sozialversicherung einschließlich der Krankenversicherung und der Unfallversicherung.
- Angelegenheiten der allgemeinen und der besonderen Fürsorge.
  - Angelegenheiten der Mutterschafts- und der Säuglingsfürsorge.
- Pflegevorsorge sowie Behinderten-, Versorgungs- und Sozialhilfeangelegenheiten.
- Koordination in Pflegeangelegenheiten.
- Allgemeine Bevölkerungspolitik.
- Angelegenheiten der Seniorenpolitik.
- Freiwilligenpolitik im Einvernehmen mit dem Bundeskanzleramt.
- Angelegenheiten des Gesundheitswesens.
  - Allgemeine Gesundheitspolitik.
  - Schutz vor Gefahren für den allgemeinen Gesundheitszustand der Bevölkerung einschließlich des überregionalen Gesundheitskrisenmanagements.
  - Strukturpolitik und -planung, Gesundheitssystementwicklung. Leistungsorientierte Finanzierung von Gesundheitsdienstleistungen, Informations- und Klassifikationssysteme im Gesundheitswesen, Gesundheitsberichterstattung, Qualität im Gesundheitswesen, Gesundheitsinformatik und Gesundheitstelematik.
  - Angelegenheiten der Gesundheitspflege, Gesundheitserziehung und Gesundheitsberatung.
  - Angelegenheiten des Mutter-Kind-Passes.
  - Angelegenheiten der Gesundheitsvorsorge einschließlich der Gesundheitsvorsorge für die schulbesuchende Jugend.
  - Angelegenheiten der Arbeitsmedizin.
  - Angelegenheiten der Sportmedizin.
  - Hygienewesen und Impfwesen.
  - Überwachung und Bekämpfung übertragbarer Krankheiten.
  - Angelegenheiten der Strahlenhygiene, des medizinischen Strahlenschutzes und der medizinischen Radiologie; medizinische Beurteilung der Anwendung ionisierender und nichtionisierender Strahlen sowie der Radiopharmaka.
  - Angelegenheiten der Kurorte und der natürlichen Heilvorkommen, der Heil- und Pflegeanstalten und der Volkspflegestätten.
  - Medizinische Angelegenheiten des Behindertenwesens.
  - Überwachung und Bekämpfung des Missbrauches von Alkohol und Suchtgiften einschließlich der bundesweiten Drogenkoordination.
  - Apotheken- und Arzneimittelwesen; Preisregelung auf diesem Gebiet; Angelegenheiten der Unabhängigen Heilmittelkommission.
  - Angelegenheiten des Gesundheitsschutzes in Bezug auf Heilbehelfe und Gebrauchsgegenstände.
  - Angelegenheiten des Suchtgiftverkehrs.
  - Angelegenheiten des Leichen- und Bestattungswesens.
  - Aus-, Fort- und Weiterbildung des Personals der öffentlichen Gesundheitsverwaltung.
- Angelegenheiten des Veterinärwesens.
  - Angelegenheiten der Anwendung von veterinärmedizinischen Arzneimitteln und tierärztlichen Mitteln, Desinfektionsmitteln und Tierimpfstoffen.
  - Angelegenheiten der Tierkörperbeseitigung.
  - Aus-, Fort- und Weiterbildung des Personals der öffentlichen Veterinärverwaltung.
  - Angelegenheiten der Tierärzte und der sonstigen Veterinärpersonen einschließlich der Angelegenheiten ihrer beruflichen Vertretung.
  - Allgemeine Angelegenheiten des Tierschutzes sowie Angelegenheiten des Schutzes von Tieren beim Transport.
- Angelegenheiten des Sanitäts- und Veterinärpersonals.
  - Angelegenheiten der Ärzte, Zahnärzte, Apotheker, Dentisten, Hebammen, klinischen Psychologen, Gesundheitspsychologen, Psychotherapeuten und der sonstigen Sanitäts- und Veterinärpersonen einschließlich der Angelegenheiten ihrer beruflichen Vertretung.
  - Aus-, Fort- und Weiterbildung der Ärzte, Zahnärzte, Tierärzte und Pharmazeuten nach ihrer Graduierung sowie der sonstigen Sanitäts- und Veterinärpersonen.
- Angelegenheiten der Nahrungsmittelkontrolle.
- Angelegenheiten des Verkehrs mit Lebensmitteln, Verzehrprodukten, Zusatzstoffen, kosmetischen Mitteln und Gebrauchsgegenständen.
- Angelegenheiten der Schlachttier- und Fleischuntersuchung.
- Nahrungsmittelhygiene.
- Aus-, Fort- und Weiterbildung des Personals der öffentlichen Nahrungsmittelkontrolle.
- Allgemeine Angelegenheiten der Gentechnologie.
- Angelegenheiten der Konsumentenpolitik einschließlich des Konsumentenschutzes, soweit dieser nicht in den Wirkungsbereich des Bundesministeriums für Justiz fällt; Koordination der Konsumentenpolitik.
  - Beschwerden in Konsumentenangelegenheiten.
  - Förderung von Verbrauchervertretungen, insbesondere zur Sicherstellung der Beratung, Information und Rechtsdurchsetzung.
  - Evaluierung der Konsumentenpolitik, Verbraucherforschung, Verbraucherbildung, Verbraucherinformation.
  - Angelegenheiten des Schutzes vor gefährlichen Produkten, soweit es sich nicht um gewerbe- oder wettbewerbsrechtliche Angelegenheiten handelt.

## Organisation
Das Bundesministerium für Arbeit, Soziales, Gesundheit, Pflege und Konsumentenschutz gliedert sich wie folgt:
- Bundesministerin für Arbeit, Soziales, Gesundheit, Pflege und Konsumentenschutz
  - Kabinett der Bundesministerin
  - Anwältin für Gleichbehandlungsfragen für Menschen mit Behinderungen – Bundesbehindertenanwaltschaft
    - Büro der Bundesbehindertenanwältin – Bundesbehindertenanwaltschaft

  - Abteilung Interne Revision
  - Abteilung Interne Revision Arbeit
- Staatssekretärin
  - Büro der Staatssekretärin
- Sektion I: Präsidialangelegenheiten, Supportfunktionen, IT
  - Abteilung I/1: Kommunikation und Öffentlichkeitsarbeit
  - Gruppe I/A: Personalmanagement, Rechtskoordination
    - Abteilung I/A/2: Personalmanagement der Zentralstelle
    - Abteilung I/A/3: Dienst- und Besoldungsrecht Personalangelegenheiten von SMS und AGES, Gesundheitsförderung
      - Betriebsärztlicher Dienst

    - Abteilung I/A/4: Rechtskoordination und Verbindungsdienste
    - Abteilung I/A/5: Personal-, Organisationsentwicklung; Verwaltungsinnovation
    - Abteilung I/A/12: Personal- und Organisationsmanagement (Arbeit)
    - Abteilung I/A/13: Verbindungsdienst, Parlamentarische Anfragen, Ministerrat und allgemeine Rechtsangelegenheiten (Arbeit)

  - Gruppe I/B: Budget, IT und Wirtschaftsangelegenheiten
    - Abteilung I/B/6: Vergabe- und Vertragsrecht; Grundsatzangelegenheiten des Datenschutzes in der Zentralstelle
    - Abteilung I/B/7: Budgetmanagement, Controlling, Kostenrechnung
    - Abteilung I/B/8: Informationstechnologie und -management
    - Abteilung I/B/9: Compliance, Veranstaltungs- und Auszeichnungsmanagement, Sonderprojekte, Bürger:innenanfragen
    - Abteilung I/B/10: Förderkoordination und Finanzkontrolle ESF+ materielle Deprivation
    - Abteilung I/B/11: Wirtschaftsangelegenheiten und Infrastruktur
      - Kompetenzstelle Sicherheit, Energie und Büroorganisation
      - Zentrale Dienste und Supportcenter Radetzkystraße
      - Büro Service Stelle
      - Wirtschaftsstelle

    - Abteilung I/B/14: Prüfbehörde ESF
    - Abteilung I/B/15: Wirtschaftsangelegenheiten, Infrastruktur und Sicherheit (Arbeit)
      - Amtswirtschaftsstelle (Arbeit)
- Sektion II: Sozialversicherung
  - Gruppe II/A: Rechtliche Angelegenheiten der Sozialversicherung
    - Abteilung II/A/1: Legistische Angelegenheiten der Sozialversicherung
    - Abteilung II/A/2: Rechtliche Angelegenheiten der Pensionsversicherung
    - Abteilung II/A/3: Allgemeine Rechtsangelegenheiten der Sozialversicherung, Koordination
      - Büro Service Stelle

    - Abteilung II/A/4: Internationale Angelegenheiten der Sozialversicherung
    - Abteilung II/A/7: Rechtliche Angelegenheiten des Versicherungs-, Beitrags- und Melderechts
    - Abteilung II/A/9: Legistische Angelegenheiten der Kranken- und Unfallversicherung
    - Abteilung II/A/10: Rechtliche Angelegenheiten der Kranken- und Unfallversicherung

  - Gruppe II/B: Finanztechnische Angelegenheiten und Grundsatzfragen der Sozialversicherung
    - Abteilung II/B/5: Finanzierung der Pensionsversicherung und Budgetvollzug der Sektion
    - Abteilung II/B/6: Grundsatzfragen der Sozialversicherung aus finanzieller Sicht, Versicherungsmathematik
    - Abteilung II/B/8: Grundsätzliche Angelegenheiten der Sozialversicherung
    - Abteilung II/B/11: Prüfung und Rechnungslegung der Sozialversicherung
- Sektion III: Konsumentenpolitik und Verbrauchergesundheit
  - Büro Service Stelle Gruppe III/A
  - Abteilung III/9: Krisenprävention und Krisenmanagement Veterinärwesen und Lebensmittel
  - Gruppe III/A: Konsumentenpolitik, Lebensmittelrecht und technologische Lebensmittelrisiken
    - Abteilung III/A/1: Europäische und internationale Konsumentenpolitik, Verbraucherbehördenkooperation
      - Kompetenzstelle grenzüberschreitender Verbraucherrechtsvollzug und zentrale Verbindungsstelle nach VBKG

    - Abteilung III/A/2: Lebensmittelrecht einschließlich Lebensmittelkennzeichnung
    - Abteilung III/A/3: Produktsicherheit, umweltbezogene Konsumenteninteressen und Verbraucherbildung
      - Kompetenzstelle Verbraucherbildung und Verbraucherinformation

    - Abteilung III/A/4: Zivilrecht, Verschuldung, Rechtsdurchsetzung
      - Kompetenzstelle Alternative Streitbeilegung und die Modernisierung der Verbaucherrechtsdurchsetzung

    - Abteilung III/A/5: Konsumentenschutz in der digitalen Welt, Versorgungsdienstleistungen, Reisen, Preistransparenz
    - Abteilung III/A/6: Lebensmittelsicherheit und Verbraucherinnen und Verbraucherschutz: stoffliche und technologische Risiken, Gentechnik

  - Gruppe III/B: Verbrauchergesundheit und Veterinärwesen
    - Abteilung III/B/10: Tiergesundheit, Tierseuchenbekämpfung, Grenzkontrolldienst und Handel mit lebenden Tieren
    - Abteilung III/B/11: Fachliche Angelegenheiten des Tierschutzes allgemein, beim Transport sowie bei der Schlachtung
    - Abteilung III/B/12: Hygiene bei der Fleischerzeugung und tierische Nebenprodukte; Exportangelegenheiten
    - Abteilung III/B/13: Lebensmittelsicherheit und Verbraucherinnen- und Verbraucherschutz; Kontrolle, Hygiene und Qualität
    - Abteilung III/B/15: Zoonosen, Tierarzneimittelanwendung sowie Koordination der internationalen Angelegenheiten des Fachbereiches und MNKP
    - Abteilung III/B/16: Tierärztliches Berufsrecht, Tiergesundheits- und Tierschutzrecht sowie weitere rechtliche Angelegenheiten im Veterinärwesen
- Sektion IV: Pflegevorsorge, Behinderten- und Versorgungsangelegenheiten
  - Büro Service Stelle
  - Abteilung IV/1: Behindertenrechte, Grundsatzfragen, EU, UN
  - Abteilung IV/3: Finanzielle Angelegenheiten, Budget
  - Abteilung IV/8: Medizinische Angelegenheiten
  - Abteilung IV/9: Koordinierung der Legistik
  - Gruppe IV/A: Inklusion von Menschen mit Behinderung
    - Abteilung IV/A/2: Koordinierung und Planung Schnittstelle Behinderung, Pflege, Sozialhilfe, Gesundheit
    - Abteilung IV/A/6: Förderungen der Beruflichen Teilhabe von Menschen mit Behinderungen
    - Abteilung IV/A/7: Bundesbehindertengesetz, Behinderteneinstellungsgesetz, Förderungen
    - Abteilung IV/A/10: Integrative Betriebe, Auftragsvergaben, Informationsmaßnahmen

  - Gruppe IV/B: Pflegevorsorge
    - Abteilung IV/B/4: Pflegegeld, Pflegekarenzgeld, pflegende Angehörige
    - Abteilung IV/B/5: Sozialentschädigung/Förderwesen
    - Abteilung IV/B/11: Pflegevorsorge/Art. 15a Vereinbarung, soziale Dienste
    - Abteilung IV/B/12: Pflegepersonal, Qualitätssicherung, Demenzstrategie
    - Abteilung IV/B/13: Grundsatzfragen der Pflegevorsorge, Zielsteuerungsstrukturen
- Sektion V: Europäische, internationale und sozialpolitische Grundsatzfragen
  - Abteilung V/11: Budgetangelegenheiten, Sozialschutzausschuss und ELER
    - Kompetenzstelle Budgetangelegenheiten
    - Büro Service Stelle

  - Gruppe V/A: EU, Internationales, Seniorinnen, Senioren und Freiwillige
    - Ständige Vertretung Brüssel
    - Abteilung V/A/1: Grundsatzfragen und Koordination in EU-Angelegenheiten
    - Abteilung V/A/2: Bilaterale Beziehungen und Internationales
      - Spezialattaché Tirana+Skopje
      - Sozialattaché Belgrad, Sarajewo, Podgorica
      - Sozialattaché Moskau und Chișinău

    - Abteilung V/A/6: Seniorenpolitische Grundsatzfragen und Freiwilligenangelegenheiten
    - Abteilung V/A/8: EU-Koordination für den Bereich Gesundheit
      - Kompetenzstelle EU-Gesundheitsprogramm

    - Abteilung V/A/9: Internationale Koordination der Gesundheitspolitik, WHO, Protokollangelegenheiten für den Bereich Gesundheit
      - Spezialattaché

  - Gruppe V/B: Sozialpolitische Grundsatzfragen
    - Abteilung V/B/3: Soziale Verantwortung und Chancengleichheit
    - Abteilung V/B/4: Sozialpolitische Grundlagen- und Forschungsangelegenheiten
    - Abteilung V/B/5: Soziale Innovationen
    - Abteilung V/B/7: Legistik; Sozialhilfe-Grundsatzgesetz
    - Abteilung V/B/10: Sozialpolitische Angelegenheiten der Wohnpolitik
- Sektion VI: Humanmedizinrecht und Gesundheitstelematik
  - Gruppe VI/A: Humanmedizinrecht
    - Abteilung VI/A/1: Nicht übertragbare Erkrankungen und psychosoziale Gesundheit
      - Kompetenzstelle Psychosoziale Gesundheit

    - Abteilung VI/A/2: Allgemeine Gesundheitsrechtsangelegenheiten und Gesundheitsberufe
      - Kompetenzstelle Anerkennung nichtärztlicher Berufsqualifikationen
      - Kompetenzstelle Gentechnik

    - Abteilung VI/A/3: Rechtsangelegenheiten Ärzt:innen, Psychologie, Psychotherapie und Musiktherapie
    - Abteilung VI/A/4: Rechtsangelegenheiten Arzneimittel, Medizinprodukte, Apotheken, Krankenanstalten, übertragbare Krankheiten
      - Kompetenzstelle Arzneimittel, Medizinprodukte und Apothekenwesen

    - Abteilung VI/A/5: Ombudsstelle für Nichtraucher:innenschutz, Rechts- und Fachangelegenheiten Tabak- verwandte und sonstige Nikotinerzeugnisse, Alkohol Medikamentenabhängigkeit und Verhaltenssüchte, Nationale Tabak- und Nikotinstrategie
      - Kompetenzstelle Tabakkoordination

    - Abteilung VI/A/6: Angelegenheiten Drogen und Suchtmittel, neue psychoaktive Substanzen, Österreichische Sucht(präventions)strategie

  - Gruppe VI/B: Gesundheitstelematik und Förderwesen
    - Stabsstelle Koordinierung ELGA-Ombudsstelle und Gesundheit Österreich GmbH
    - Abteilung VI/B/7: Steuerung der Digitalisierung im Gesundheitswesen, Gesundheitsinformatik und Gesundheitsdatenmanagement
      - Kompetenzstelle Digitalisierung im Gesundheitswesen

    - Abteilung VI/B/8: Rechtliche Angelegenheiten der Digitalisierung und Innovation im Gesundheitswesen Datenschutz und Telemedizin
    - Abteilung VI/B/9: Förderwesen, Budgetangelegenheiten, Gebarung IVF-Fonds
    - Abteilung VI/B/10: EU- und internationale Rechtsangelegenheiten der Gesundheitstelematik sowie Betrieb von behördlichen Gesundheitsanwendungen
      - Kompetenzstelle Gesundheits-IKT-Systeme
- Sektion VII: Öffentliche Gesundheit und Gesundheitssystem
  - Stabsstelle Koordinierung AGES
  - Gruppe VII/A: Öffentliche Gesundheit
    - Abteilung VII/A/2: Strahlenschutz
    - Abteilung VII/A/3: Mutter-, Kind-, Frauen- und Gendergesundheit, Ernährung
      - Kompetenzstelle Eltern-Kind-Pass

    - Abteilung VII/A/4: Gesundheitsförderung und Prävention
    - Abteilung VII/A/9: Öffentlicher Gesundheitsdienst, Antibiotikaresistenz, Krankenhaushygiene, Gesundheitssystem- assoziierte Infektionen, Oberster Sanitätsrat (OSR)
    - Abteilung VII/A/10: Impfwesen
    - Abteilung VII/A/11: Übertragbare Krankheiten und Seuchenbekämpfung
    - Abteilung VII/A/12: Krisenprävention und Krisenmanagement im Gesundheitswesen

  - Gruppe VII/B: Gesundheitssystem
    - Abteilung VII/B/1: Arzneimittel und Medizinprodukte, Blut, Gewebe und Transplantationswesen
    - Abteilung VII/B/5: Leistungsorientiertes Finanzierungssystem, Gesundheits- und Pharmaökonomie
    - Abteilung VII/B/6: Strukturpolitische Planung und Dokumentation
    - Abteilung VII/B/7: Rechtsangelegenheiten der Strukturreform, Budgetangelegenheiten der Sektion
    - Abteilung VII/B/8: Qualität im Gesundheitssystem, Gesundheitssystemforschung
    - Abteilung VII/B/14: Finanzierung Gesundheitswesen und Internationales
- Sektion VIII: Arbeitsrecht und Zentral-Arbeitsinspektorat
  - Büroservicestelle
  - Gruppe VIII/A: Zentral-Arbeitsinspektorat
    - Stabstelle Haushaltsangelegenheiten Arbeitsinspektorate
    - Abteilung VIII/A/1: Bau- und Bergwesen, Administration
      - Referat VIII/A/1a: Informationsmanagement, Datenaufbereitung

    - Abteilung VIII/A/2: Technischer Arbeitnehmerschutz
    - Abteilung VIII/A/3: Recht, Steuerung
    - Abteilung VIII/A/4: Arbeitsmedizin, Arbeitspsychologie
    - Abteilung VIII/A/5: Innovation für die Arbeitsinspektorate
    - Abteilung VIII/A/6: Internationaler technischer Arbeitnehmerschutz

  - Gruppe VIII/B: Arbeitsrecht
    - Abteilung VIII/B/7: Legistik Verwendungsschutz, Landarbeitsrecht
    - Abteilung VIII/B/8: Kollektives Arbeitsrecht
    - Abteilung VIII/B/9: Arbeitsvertragsrecht, Grundlagenarbeit, Dokumentation
    - Abteilung VIII/B/10: Internationale und EU-Sozialpolitik im Arbeitsrecht
      - Referat VIII/B/10a: Internationale Sozialpolitik

  - Gruppe VIII/C: Verkehrs-Arbeitsinspektorat (Zentral-Arbeitsinspektorat)
    - Abteilung VIII/C/11: Verkehrs-Arbeitsinspektorat Schienenbahnen
    - Abteilung VIII/C/12: Verkehrs-Arbeitsinspektorat Luftfahrt, Schifffahrt, Seilbahnen
- Sektion IX: Arbeitsmarkt
  - Büroservicestelle
  - Gruppe IX/A: Internationale Arbeitsmarktpolitik, Dienstleistungen AMS, Budget
    - Stabstelle ESF-Bescheinigung, Evaluierung des ESF, EMCO
    - Abteilung IX/A/2: Schnittstelle Beschäftigung-Gesundheit-Alterssicherung, ältere Arbeitnehmerinnen und Arbeitnehmer
    - Abteilung IX/A/3: Internationale Arbeitsmarktpolitik und Forschung
    - Abteilung IX/A/6: Budget
      - Referat IX/A/6a: Information Arbeitsmarktentwicklung, Analyse

    - Abteilung IX/A/9: Europäischer Sozialfonds
    - Abteilung IX/A/10: Dienstleistungen Arbeitsmarktservice
      - Stabstelle Bilaterale Arbeitsmarktpolitische Zusammenarbeit

  - Gruppe IX/B: Arbeitsmarktrecht, Organisation AMS, Arbeitsmarktförderung
    - Stabstelle Internationales Arbeitsmarktrecht
    - Abteilung IX/B/1: Arbeitsmarktrecht und Arbeitslosenversicherung
    - Abteilung IX/B/4: Förderungen, Jugendliche
      - Referat IX/B/4a: Integration Jugendlicher und Junger Erwachsener in Ausbildung und Arbeitsmarkt

    - Abteilung IX/B/5: Aufsichts- und Prüftätigkeiten iZm dem Arbeitsmarktservice und der IEF-Service GmbH
    - Abteilung IX/B/7: Ausländerbeschäftigung

## Geschäftsbereiche
Das Bundesministerium für Arbeit, Soziales, Gesundheit, Pflege und Konsumentenschutz hat insbesondere folgende nachgeordnete Dienststellen:
- Arbeitsinspektorat Burgenland
- Arbeitsinspektorat für Bauarbeiten
- Arbeitsinspektorat Kärnten
- Arbeitsinspektorat NÖ Industrieviertel
- Arbeitsinspektorat NÖ Mostviertel
- Arbeitsinspektorat NÖ Waldviertel
- Arbeitsinspektorat Oberösterreich Ost
- Arbeitsinspektorat Oberösterreich West
- Arbeitsinspektorat Salzburg
- Arbeitsinspektorat Steiermark
- Arbeitsinspektorat Tirol
- Arbeitsinspektorat Vorarlberg
- Arbeitsinspektorat Wien Nord und NÖ Weinviertel
- Arbeitsinspektorat Wien Süd und Umgebung
- Arbeitsinspektorat Wien West-Ost
- Arbeitsinspektorat Wien Zentrum
- Sozialministeriumservice mit seinen neun Landesstellen

Es ist Aufsichtsbehörde insbesondere gegenüber:
- Arbeitsmarktservice (AMS)
- Sozialversicherung
- Agentur für Gesundheit und Ernährungssicherheit GmbH (gemeinsam mit dem Bundesministerium für Land- und Forstwirtschaft, Klima- und Umweltschutz, Regionen und Wasserwirtschaft)
- Bundesanstalt Fachstelle Normungsbeteiligung
- Insolvenz-Entgelt-Fonds Service GmbH
- Gesundheit Österreich GmbH
- Kammer für Arbeiter und Angestellte
- Österreichische Ärztekammer
- Österreichische Tierärztekammer
- Österreichische Apothekerkammer